# Mattikote, Shikarpur
Mattikote là một làng thuộc tehsil Shikarpur, huyện Shimoga, bang Karnataka, Ấn Độ.